# Сєвєродонецька міська рада
Сіверськодонецька міська́ ра́да — адміністративно-територіальна одиниця та орган місцевого самоврядування у складі Луганської області. Адміністративний центр — місто обласного значення Сіверськодонецьк.
Президент України Володимир Зеленський постановив утворити військово-цивільну адміністрацію міста Сіверськодонецька Луганської області 28 липня 2020 року. Її очолив співробітник СБУ Олександр Стрюк.

## Загальні відомості
- Територія ради: 58 км²
- Населення ради: 119 199 осіб (станом на 1 квітня 2014 року)[3]
- Територією ради протікає річка Сіверський Донець

## Адміністративний устрій
- м. Сіверськодонецьк
- с. Воєводівка
- с-ще Лісна Дача
- с-ще Павлоград
- с-ще Синецький
- Борівська селищна рада
  - смт Борівське
  - с. Боброве
  - с. Осколонівка
- Сиротинська селищна рада
  - смт Сиротине
  - смт Воронове
  - смт Метьолкіне

## Склад ради

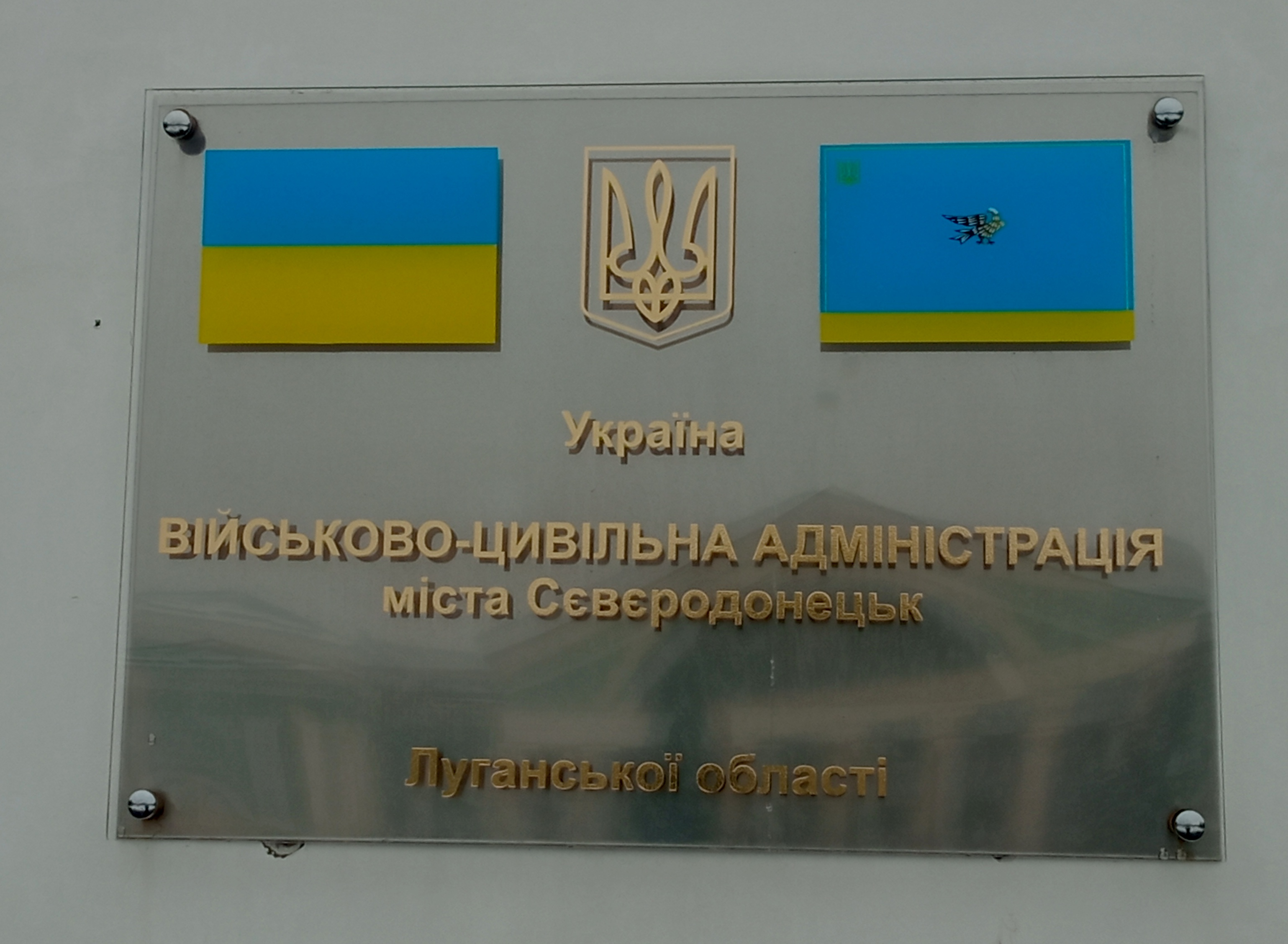
ВЦА Сіверськодонецька

До 2020 року рада складалася з 50 депутатів та голови.
- Останнім головою ради був Казаков Валентин Васильович

### Склад ради у 2010—2014
За результатами місцевих виборів 2010 року:
- Кількість депутатських мандатів у раді: 50
- Кількість депутатських мандатів, отриманих кандидатами у депутати за результатами виборів: 48
- Кількість депутатських мандатів у раді, що залишаються вакантними: 2

#### За суб'єктами висування
| Суб'єкт висування                                       | Кількість обраних депутатів | %    |
| ------------------------------------------------------- | --------------------------- | ---- |
| Партія регіонів                                         | 41                          | 85,4 |
| Комуністична партія України                             | 3                           | 6,3  |
| Політична партія Всеукраїнське об'єднання «Батьківщина» | 2                           | 4,2  |
| Політична партія «Сильна Україна»                       | 1                           | 2,1  |
| Політична партія «Фронт Змін»                           | 1                           | 2,1  |

#### За округами
| № округу                                                | Прізвище, ім'я, по батькові          | Дата визнання обраним | Освіта  | Партійна приналежність                        | Відомості про депутата                                                                       |
| ------------------------------------------------------- | ------------------------------------ | --------------------- | ------- | --------------------------------------------- | -------------------------------------------------------------------------------------------- |
| Комуністична партія України                             |                                      |                       |         |                                               |                                                                                              |
| б/м                                                     | Д'яков Сергій Гаврилович             | 05.11.2010            | середня | член Комуністичної партії України             | Сєвєродонецька міська організація КПУ, перший секретар міського комітету                     |
| б/м                                                     | Корчагін Павло Петрович              | 05.11.2010            | середня | член Комуністичної партії України             | Сєвєродонецька міська організація КПУ, секретарпо роботі з молоддю                           |
| б/м                                                     | Бекетова Ганна Миколаївна            | 05.11.2010            | вища    | член Комуністичної партії України             | Громадська приймальня, керівник юрист                                                        |
| Партія регіонів                                         |                                      |                       |         |                                               |                                                                                              |
| б/м                                                     | Дядик Сергій Миколайович             | 05.11.2010            | вища    | член Партії регіонів                          | ТОВ «Автоматизовані системи управління», директор                                            |
| б/м                                                     | Ханювченко Володимир Іванович        | 05.11.2010            | вища    | член Партії регіонів                          | СДЮСТШ ВВС «Садко», директор                                                                 |
| б/м                                                     | Гавриленко Андрій Анатолійович       | 05.11.2010            | вища    | член Партії регіонів                          | ЗАТ «Сєвєродонецьке об'єднання Азот», директор служби інформації та зв'язків з громадськістю |
| б/м                                                     | Середа Анатолій Іванович             | 05.11.2010            | вища    | член Партії регіонів                          | ТОВ «Автоматизовані системи управління», заступник директора                                 |
| б/м                                                     | Лєбєдєв Сергій Іванович              | 05.11.2010            | вища    | член Партії регіонів                          | ЗАТ «Сєвєродонецьке об'єднання Азот», в.о. директора з кадрів, праці та підготовки кадрів    |
| б/м                                                     | Бутков Ігор Миколайович              | 05.11.2010            | вища    | член Партії регіонів                          | ТОВ «Спеценерго», заступник директор                                                         |
| б/м                                                     | Халін Євген Володимирович            | 05.11.2010            | вища    | член Партії регіонів                          | ЗАТ «Сєвєродонецьке об'єднання Азот», член правління, головний бухгалтер                     |
| б/м                                                     | Філіппов Володимир Олександрович     | 05.11.2010            | вища    | позапартійний                                 | Служба Безпеки України, начальник                                                            |
| б/м                                                     | Колєснік Наталія Стефанівна          | 05.11.2010            | вища    | член Партії регіонів                          | Державна податкова інспекція м. Сєвєродонецьк, начальник                                     |
| б/м                                                     | Анпілогов Денис Володимирович        | 05.11.2010            | вища    | член Партії регіонів                          | ТОВ «Сєвєродонецькі металеві вироби та конструкції», директор                                |
| б/м                                                     | Єршов Валерій Іванович               | 05.11.2010            | вища    | член Партії регіонів                          | СП «Укрвнештрейдинвест», директор                                                            |
| б/м                                                     | Мішин Валерій Яковлевич              | 05.11.2010            | вища    | член Партії регіонів                          | ВАТ «Сєвєродонецьк-промбуд», директор                                                        |
| б/м                                                     | Дорохов Володимир Олексійович        | 05.11.2010            | вища    | член Партії регіонів                          | пенсіонер                                                                                    |
| б/м                                                     | Аніщенко Сергій Васильович           | 06.11.2010            | вища    | член Партії регіонів                          | ПП Науково Виробнича Фірма «Пошук», керівник філії                                           |
| б/м                                                     | Сазонова Людмила Михайлівна          | 05.11.2010            | вища    | член Партії регіонів                          | ТОВ «ППТЦ», начальник дільниці оптово-роздрібної торгівлі                                    |
| б/м                                                     | Волохов Іван Васильович              | 02.06.2014            | вища    | член Партії регіонів                          | ЗАТ «Сєвєродонецьке об'єднання Азот», заступник голови правління, технічний директор         |
| 1                                                       | Мураховський Олександр Олександрович | 05.11.2010            | вища    | член Партії регіонів                          | Луганська обласна колегія адвокатів, адвокат                                                 |
| 2                                                       | Таратута Сергій Олександрович        | 05.11.2010            | вища    | член Партії регіонів                          | ЗАТ «Сєвєродонецьке об'єднання Азот», заступник начальника відділу ОНС                       |
| 3                                                       | Кузьмінов Юрій Кіндратович           | 05.11.2010            | вища    | член Партії регіонів                          | Сєвєродонецьке Вище професійне училище, директор                                             |
| 4                                                       | Рибальченко Євген Михайлович         | 05.11.2010            | вища    | член Партії регіонів                          | пенсіонер                                                                                    |
| 5                                                       | Башкатов Олег Валентинович           | 05.11.2010            | вища    | член Партії регіонів                          | загальноосвітня школа № 5, директор                                                          |
| 6                                                       | Волчков Іван Васильович              | 05.11.2010            | вища    | член Партії регіонів                          | ТОВ «Сєвєродонецькспецмонтаж», директор                                                      |
| 7                                                       | Терьошин Сергій Федорович            | 05.11.2010            | вища    | член Партії регіонів                          | Фізична особа, підпиємець                                                                    |
| 8                                                       | Єлісєєв Сергій Миколайович           | 05.11.2010            | вища    | член Партії регіонів                          | Сєвєродонецьке відділення ПАТ «Альфа-банк», директор                                         |
| 9                                                       | Куниця Сергій Павлович               | 05.11.2010            | вища    | член Партії регіонів                          | ПП «Стоміл», директор                                                                        |
| 10                                                      | Малеванець Олексій Анатолійович      | 05.11.2010            | вища    | член Партії регіонів                          | ТОВ «УкрХімЕкспорт», директор                                                                |
| 11                                                      | Журба Юрій Анатолійович              | 05.11.2010            | вища    | член Партії регіонів                          | Фонд комунального майна, заступник начальника                                                |
| 12                                                      | Царьов Віталій Валентинович          | 05.11.2010            | вища    | член Партії регіонів                          | ВАТ «Сєвєродонецький завод будівельної кераміки», директор                                   |
| 13                                                      | Колочко Петро Васильович             | 05.11.2010            | вища    | позапартійний                                 | ЗАТ «Сєвєродонецьке об'єднання Азот», рМЗ, директор                                          |
| 14                                                      | Ляшенко Геннадій Вікторович          | 05.11.2010            | вища    | член Партії регіонів                          | Міський відділ освіти, ДЮСШ № 1, тренер                                                      |
| 15                                                      | Єрмоленко Володимир Васильович       | 05.11.2010            | вища    | член Партії регіонів                          | ТОВ «Продмашбуд», директор                                                                   |
| 16                                                      | Васильченко Михайло Володимирович    | 05.11.2010            | вища    | член Партії регіонів                          | ТОВ «Луганськвода», спеціаліст по роботі зі ЗМІ та громадськістю                             |
| 17                                                      | Водяник Роман Валерійович            | 05.11.2010            | вища    | член Партії регіонів                          | ЗАТ «Сєвєродонецьке об'єднання Азот», мОЦ, головний лікар                                    |
| 18                                                      | Бондаренко Олександр Васильович      | 05.11.2010            | вища    | член Партії регіонів                          | ТОВ «Охоронний центр Легіон», заступник директора                                            |
| 19                                                      | Коритний Володимир Володимирович     | 05.11.2010            | вища    | член Партії регіонів                          | ЗАТ «Сєвєродонецьке об'єднання Азот», директор по побутовим питанням та кап.будівництву      |
| 20                                                      | Кузнєцов Сергій Миколайович          | 05.11.2010            | вища    | член Партії регіонів                          | ТОВ «Технозбут», директор                                                                    |
| 21                                                      | Бабєнкова Людмила Петрівна           | 05.11.2010            | вища    | член Партії регіонів                          | ТОВ"ЦУМ";, директор                                                                          |
| 22                                                      | Кобзар Анатолій Михайлович           | 05.11.2010            | вища    | член Партії регіонів                          | ЗАТ «Сєвєродонецьке об'єднання Азот», начальник виробництва «Міндобрива»                     |
| 23                                                      | Штехман Володимир Олексійович        | 05.11.2010            | вища    | член Партії регіонів                          | ЗАТ «Сєвєродонецьке об'єднання Азот», начальник будівельно- ремонтного виробництва           |
| 24                                                      | Черножукова Оксана Вікторівна        | 05.11.2010            | вища    | член Партії регіонів                          | загальноосвітня школа № 20, завуч                                                            |
| 25                                                      | Войтенко Сергій Анатолійович         | 05.11.2010            | вища    | член Партії регіонів                          | ЗАТ «Сєвєродонецьке об'єднання Азот», ведучий економіст управління                           |
| Політична партія Всеукраїнське об'єднання «Батьківщина» |                                      |                       |         |                                               |                                                                                              |
| б/м                                                     | Самарський Сергій Вікторович         | 05.11.2010            | вища    | член Всеукраїнського об'єднання «Батьківщина» | ТОВ юридична фірма «Фагот», директор фірми                                                   |
| б/м                                                     | Пєнзов Олександр Федорович           | 05.11.2010            | вища    | член Всеукраїнського об'єднання «Батьківщина» | Багатопрофільна міська лікрня, лікар-травмотолог                                             |
| Політична партія «Сильна Україна»                       |                                      |                       |         |                                               |                                                                                              |
| б/м                                                     | Івонін Валентин Роландович           | 05.11.2010            | вища    | член Політичної партії «Сильна Україна»       | ТОВ Фірма «Котлохім», директор                                                               |
| Політична партія «Фронт Змін»                           |                                      |                       |         |                                               |                                                                                              |
| б/м                                                     | Живага Володимир Володимирович       | 05.11.2010            | вища    | член Політичної партії «Фронт Змін»           | тимчасово не працює                                                                          |

### Склад ради у 2015—2020 (VII скликання)

#### За суб'єктами висування
| Суб'єкт висування                                 | Голосів | Обрано депутатів | %     |
| ------------------------------------------------- | ------- | ---------------- | ----- |
| «Опозиційний блок»                                | 10911   | 16               | 39,31 |
| «Наш край»                                        | 5594    | 9                | 20,15 |
| «ЄВРОПЕЙСЬКА СОЛІДАРНІСТЬ»                        | 2847    | 4                | 10,26 |
| "Об'єднання «САМОПОМІЧ»                           | 1946    | 3                | 7,01  |
| «Радикальна партія Олега Ляшка»                   | 1528    | 2                | 5,50  |
| ВО «Батьківщина»                                  | 1508    | 2                | 5,43  |
| ветеранів Афганістану                             | 1263    | 0                | 4,55  |
| «УКРАЇНСЬКЕ ОБ'ЄДНАННЯ ПАТРІОТІВ — УКРОП»         | 955     | 0                | 3,44  |
| «Ліва опозиція» (Політична партія «Нова держава») | 746     | 0                | 2.69  |
| Соціал-демократична партія України (об'єднана)    | 303     | 0                | 1.09  |
| «Солідарність правих сил»                         | 158     | 0                | 0.57  |

Партійні списки на вибори 2015 р.

#### Депутати
СПИСОК ДЕПУТАТІВ СЄВЄРОДОНЕЦЬКОЇ МІСЬКОЇ РАДИ VII СКЛИКАННЯ
- актуальний список депутатів на сайті ЦВК

| ПІБ                                | Дата обрання | Партійна приналежність     | Відомості про депутата | Припинено повноваження                                  |
| ---------------------------------- | ------------ | -------------------------- | --- | ------------------------------------------------------- |
| АЛЕКСАНДРОВ Сергій Олександрович   | 25.10.2015   | Радикальная партия О.Ляшка | - |                                                         |
| АНПИГОЛОВ Денис Володимирович      | 25.10.2015   | Опозиційний блок           | - | 10.03.2020 депутата відкликано за народною ініціативою. |
| Балковський Віталій Валерійович    | 25.10.2015   | "Об'єднання «Самопоміч»    | - |                                                         |
| БУТКОВ Ігор Миколайович            | 25.10.2015   | Опозиційний блок           | народився 08.11.1969 р., освіта вища, ТОВ «НЕО», директор,                                                                                           | 10.03.2020 депутата відкликано за народною ініціативою. |
| БУТКОВА Олена Миколаївна           | 25.10.2015   | Опозиційний блок           | - | 10.03.2020 депутата відкликано за народною ініціативою. |
| ВИСОЧІН Андрій Юрійович            | 25.10.2015   | Опозиційний блок           | народився 14.03.1976 р., освіта вища, безпартійний, ТОВ «Східремсервіс», директор                                                                    | 10.03.2020 депутата відкликано за народною ініціативою. |
| ВОДЯНИК Роман Валерійович          | 25.10.2015   | Опозиційний блок           | 19.07.1975 р., освіта вища, безпартійний, Управління охорони здоров'я Сєвєродонецької міської ради                                                   | 10.03.2020 депутата відкликано за народною ініціативою. |
| Войтенко Сергій Анатолійович       | 25.10.2015   | Опозиційний блок           | народився 12.04.1955 р., освіта професійно-технічна, безпартійний, КУ «СМБЛ», начальник відділу матеріального технічного забезпечення                | 10.03.2020 депутата відкликано за народною ініціативою. |
| ГРАЧОВА Тетяна Вікторівна          | 25.10.2015   | «Наш край»                 | - | 14.02.2020 депутата відкликано за народною ініціативою. |
| КОЧИНА Юлія Сергіївна              | 25.10.2015   | «Наш край»                 | - | 14.02.2020 депутата відкликано за народною ініціативою. |
| Кузьмінов Юрій Кіндратович         | 25.10.2015   | Опозиційний блок           | народився 02.01.1955 р., освіта вища, член Політичної Партії «Опозиційний блок», Регіональне базове Сєвєродонецьке вище професійне училище, директор | 10.03.2020 депутата відкликано за народною ініціативою. |
| Куниця Сергій Павлович             | 25.10.2015   | Опозиційний блок           | 27.07.1954 р., освіта вища, безпартійний, пенсіонер,                                                                                                 | 10.03.2020 депутата відкликано за народною ініціативою. |
| Лішик Ольга Петрівна               | 25.10.2015   | «ЄВРОПЕЙСЬКА СОЛІДАРНІСТЬ» | - |                                                         |
| Лагунов Євген Володимирович        | 25.10.2015   | Опозиційний блок           | - | 10.03.2020 депутата відкликано за народною ініціативою. |
| Летюча Лариса Леонідівна           | 25.10.2015   | «ЄВРОПЕЙСЬКА СОЛІДАРНІСТЬ» | 25.08.1966 р., освіта професійно-технічна, безпартійна, Фізична особа підприємець                                                                    |                                                         |
| Ляховий Володимир Вікторович       | 25.10.2015   | ВО «Батьківщина»           | - |                                                         |
| Марініч Ельвіна Юріївна            | 25.10.2015   | «Наш край»                 | народилася 13.05.1964 р., освіта вища, безпартійна, ДП"Сєвєродонецька ТЕЦ", Помічник директора                                                       |                                                         |
| Мартиненко Ольга Олександрівна     | 25.10.2015   | Опозиційний блок           | - | 10.03.2020 депутата відкликано за народною ініціативою. |
| Матохін Юрій Вікторович            | 2020         | «ЄВРОПЕЙСЬКА СОЛІДАРНІСТЬ» | народився 15.03.1965 р., освіта вища, член ПАРТІЇ "БЛОК ПЕТРА ПОРОШЕНКА «СОЛІДАРНІСТЬ», Фізична особа підприємець                                    |                                                         |
| Мєзєнцев Геннадій Володимирович    | 25.10.2015   | Опозиційний блок           | - | 10.03.2020 депутата відкликано за народною ініціативою. |
| Мостова Наталія Вікторівна         | 2020         | «Наш край»                 | 17.12.1979 р., освіта вища, безпартійна, Фізична особа — підприємець                                                                                 |                                                         |
| Ніжельска Олена Славіївна          | 25.10.2015   | "Об'єднання «САМОПОМІЧ»    | - |                                                         |
| Ноженко Юрій Миколайович           | 2020         | «Наш край»                 | 09.10.1967 р., освіта вища, безпартійний, Фізична особа — підприємець, місце проживання: Луганська обл., м. Стаханов                                 |                                                         |
| Пєнзов Олександр Федорович         | 25.10.2015   | ВО «Батьківщина»           | народився 28.09.1956 р., освіта вища, Голова ВЛК ГУМВС України                                                                                       |                                                         |
| Пилипенко Віктор Анатолійович      | 25.10.2015   | Опозиційний блок           | народився 22.04.1971 р., освіта професійно-технічна, безпартійний, ТОВ «ВІСТОЛ», директор                                                            | 10.03.2020 депутата відкликано за народною ініціативою. |
| Попов Максим Петрович              | 25.10.2015   | "Об'єднання «САМОПОМІЧ»    | народився 07.02.1983 р., освіта вища, член Політичної партії "Об'єднання «САМОПОМІЧ», КП "Міжнародний аеропорт «Сєвєродонецьк», головний бухгалтер   |                                                         |
| Проскурова Юлія Василівна          | 25.10.2015   | «Наш край»                 | народилася 08.04.1979 р., освіта вища, безпартійна, Комунальне підприємство «Сєвєродонецьке тролейбусне управління», Начальник технічного відділу    |                                                         |
| Старицький Владислав Олександрович | 2020         | Радикальная партия О.Ляшка | народився 19.10.1995 р., освіта загальна середня, безпартійний, Не працює, студент                                                                   |                                                         |
| Ткачук Вячеслав Петрович           | 25.10.2015   | «ЄВРОПЕЙСЬКА СОЛІДАРНІСТЬ» | 16.10.1954 р., освіта вища, безпартійний, Будівельно промисловий концерн «Луганськбуд», Генеральний директор                                         |                                                         |
| Толмачов Антон Ігорович            | 2020         | «Наш край»                 | народився 16.07.1988 р., освіта вища, безпартійний, Фізична особа — підприємець                                                                      |                                                         |
| Фурман Юрій Анатолійович           | 25.10.2015   | «Наш край»                 | 11.06.1962 р., освіта професійно-технічна, Не працює                                                                                                 |                                                         |
| Чмирьова Ганна Іванівна            | 25.10.2015   | Опозиційний блок           | - | 10.03.2020 депутата відкликано за народною ініціативою. |
| Шатрова Людмила Василівна          | 25.10.2015   | Опозиційний блок           | - | 10.03.2020 депутата відкликано за народною ініціативою. |
| Шевченко Володимир Іванович        | 2020         | «Наш край»                 | народився 25.06.1973 р., освіта вища, безпартійний, ТОВ "Фірма «Вісла», директор                                                                     |                                                         |
| Шерстюк Дмитро Анатолійович        | 25.10.2015   | Опозиційний блок           | - | 10.03.2020 депутата відкликано за народною ініціативою. |
| Щербанюк Тетяна Анатоліївна        | 25.10.2015   | «Наш край»                 | - |                                                         |
| -                                  | 2020         | па                         | - |                                                         |

- 30.05.2020 ЦИК официально признала отзыв северодонецких депутатов(рос.)

#### Керівники міськради
| Посада | Дата обрання | ПІБ                              | Додаткова інформація | Дата звільнення | Примітки             |
| --- | ------------ | -------------------------------- | -------------------- | --------------- | -------------------- |
| Міський голова | дата         | Казаков В. В.                    |                      |                 | Звільнено депутатами |
| Секретар ради | дата         | Ткачук Вячеслав Петрович         | В.о.міського голови  | -               |                      |
| Перший заступник міського голови                                                                                   |              | Кузьмінов Олег Юрійович          | -                    | -               |                      |
| Заступник міського голови                                                                                          | дата         | Пригеба Григорій Валентинович    | -                    | -               |                      |
| Заступник міського голови, начальник відділу кадрової роботи та з питань служби в органах місцевого самоврядування | дата         | Степаненко Ірина Вікторівна      | -                    | -               |                      |
| Заступник міського голови, начальник Фонду комунального майна                                                      | дата         | Ольшанський Олександр Вікторович | -                    | -               |                      |
| Заступник міського голови                                                                                          | дата         | Свєтіков Олексій Олексійович     | -                    | -               |                      |
| Керуючий справами виконкому                                                                                        | дата         | Журба Юрій Анатолійович          | -                    | -               |                      |

Протягом 2015—2020 міський голова був звільнений з посади депутатами 6 разів, та 5 разів це звільнення було скасовано судом.

#### Виконавчий комітет міськради
Склад виконавчого комітету
| №  | Обрано     | ПІБ                              | Додаткова інформація                                                                                               | Звільнено | Примітки |
| -- | ---------- | -------------------------------- | --- | --------- | -------- |
| 1  | дата       | піб                              | Міський голова (за посадою)                                                                                        | 6 разів   |          |
| 2  | 09-09-2019 | Ткачук Вячеслав Петрович         | Секретар міської ради                                                                                              | -         |          |
| 3  | 09-09-2019 | Кузьмінов Олег Юрійович          | Перший заступник міського голови                                                                                   | -         |          |
| 4  | 09-09-2019 | Журба Юрій Анатолійович          | Керуючий справами виконкому                                                                                        | -         |          |
| 5  | 09-09-2019 | Пригеба Григорій Валентинович    | Заступник міського голови                                                                                          | -         |          |
| 6  | 09-09-2019 | Ольшанський Олександр Вікторович | Заступник міського голови, нач. ФКМ                                                                                | -         |          |
| 7  | 09-09-2019 | Степаненко Ірина Вікторівна      | Заступник міського голови, начальник відділу кадрової роботи та з питань служби в органах місцевого самоврядування | -         |          |
| 8  | 09-09-2019 | Свєтіков Олексій Олексійович     | Заступник міського голови                                                                                          | -         |          |
| 9  | 09-09-2019 | Постильга Олексій Миколайович    | Генеральний директор КП «Сєвєродонецьке тролейбусне управління»                                                    | -         |          |
| 10 | 09-09-2019 | Блудов Вадим Миколайович         | Директор ТОВ «Хімресурс»                                                                                           | -         |          |
| 11 | 09-09-2019 | Крохмаль Марина Юріївна          | Приватний підприємець                                                                                              | -         |          |
| 12 | 09-09-2019 | Слупська Галина Веніамінівна     | Адвокат Луганської колегії адвокатів                                                                               | -         |          |
| 13 | 09-09-2019 | Старіков Євген Вікторович        | Приватний підприємець                                                                                              | -         |          |
| 14 | 09-09-2019 | Фіалковська Алевтина Аркадіївна  | Голова ГО «Ветерани Чорнобилю м. Сєвєродонецька»                                                                   | -         |          |
| 15 | 09-09-2019 | Хачатуров Рубен Сергійович       | Директор комплексної позашкільної навчально-виховної установи СДЮК «Юність»                                        | -         |          |
| 16 | 09-09-2019 | Черниш Валерій Сергійович        | Голова профспілкового комітету ПРАТ «Сєвєродонецького об'єднання АЗОТ»                                             | -         |          |
| 17 | 09-09-2019 | Шамрай Юрій Іванович             | Директор КП "Житлосервіс «Світанок»                                                                                | -         |          |
| 18 | 09-09-2019 | Прядка Володимир Анатолійович    | Заступник директора ДП «Сєвєродонецька ТЕЦ»                                                                        | -         |          |
| 19 | 09-09-2019 | Кагала Валерій Петрович          | Директор Сєвєродонецького міжрайонного управління по експлуатації газового господарства                            | -         |          |
| 20 | 09-09-2019 | Сізов Сергій Володимирович       | голова Сєвєродонецької міської організації Української спілки ветеранів Афганістану                                | -         |          |

### Вибори 2020
У зв'язку з введенням військово-цивільної адміністрації у місті вибори не проводились.